# Bay of Quinte
Bay of Quinte (uttalas [ˈkwɪnti]) är en vik på norra stranden av Ontariosjön. Viken skiljer Prince Edward County från resten av Ontario. I öster öppnar den sig mot Ontariosjöns huvuddel via Adolphus Reach, och i väster finns en kanal, Murray Canal, genom näset som förbinder Prince Edward County med resten av fastlandet. Viken ingår också i Trent–Severn Waterway, en farled som förbinder Ontariosjön med Huronsjön via flera kanaler. 
Kommunerna runt viken, förutom Prince Edward County även bland annat Quinte West, Belleville och Greater Napanee, kallas Quinte Region eller Bay of Quinte Region efter viken.